# Parisdeklarationen
Parisdeklarationen av den 16 april 1856 är ett för folkrätten mycket betydelsefullt aktstycke, som vid Krimkrigets slut i anslutning till den ett par veckor tidigare (30 mars) ingångna Parisfreden undertecknades av representanter för Storbritannien, Frankrike, Preussen, Ryssland, Sardinien, Osmanska riket och Österrike. Deklarationen har sedermera vunnit accession av nästan alla stater (USA vägrade dock sin anslutning, eftersom deklarationen ej blev nog vittgående, men förklarade 1861, under amerikanska inbördeskriget, och igen 1898, under spansk-amerikanska kriget, att landet ämnade följa deklarationen; inte heller Spanien, Mexiko och Venezuela anslöt sig till deklarationen). 
Enligt deklarationen förklarades kaperi avskaffat, varjämte stadgades, att neutral flagga skyddar fientligt gods med undantag av krigskontraband, att neutralt gods under fientlig flagga, om det ej är krigskontraband, icke får beslagtas, samt att blockader skall vara effektiva, för att blockadförklaringen av andra makter skall anses förbindande.

### Fotnoter
1. ↑  Kalle Holmqvist (23 december 2014). ”När det var lagligt att vara sjörövare”. Aftonbladet. http://www.aftonbladet.se/kultur/bokrecensioner/article20068794.ab. Läst 7 mars 2016.